# Cecina
Cecina – miasto i gmina we Włoszech, w regionie Toskania, w prowincji Livorno.
Według danych na rok 2004 gminę zamieszkiwało 26 355 osób, 627,5 os./km².

## Miasta partnerskie
- Gilching
- Sagunto
- Sin-le-Noble